# Фінал кубка Англії з футболу 1915
Фінал кубка Англії з футболу 1915 — 44-й фінал найстарішого футбольного кубка у світі. Учасниками фіналу були «Шеффілд Юнайтед» і «Челсі». Володарем кубкового трофею став «Астон Вілла».

## Шлях до фіналу
| «Шеффілд Юнайтед»     | «Шеффілд Юнайтед» | «Шеффілд Юнайтед»                       | Раунд           | «Челсі»           | «Челсі»   | «Челсі»                                 |
| --------------------- | ----------------- | --------------------------------------- | --------------- | ----------------- | --------- | --------------------------------------- |
| Суперник              | Результат         | Матчі                                   |                 | Суперник          | Результат | Матчі                                   |
| «Блекпул»             | 2—1               | 2—1 на виїзді                           | Перший раунд    | «Свіндон Таун»    | 6—3       | 1—1 вдома, 5—2 вдома (перегравання)     |
| «Ліверпуль»           | 1—0               | 1—0 вдома                               | Другий раунд    | «Арсенал»         | 1—0       | 1—0 вдома                               |
| «Бредфорд Парк-Авеню» | 1—0               | 1—0 вдома                               | Третій раунд    | «Манчестер Сіті»  | 2—1       | 2—1 на виїзді                           |
| «Олдем Атлетік»       | 3—0               | 0—0 на виїзді, 3—0 вдома (перегравання) | Четвертий раунд | «Ньюкасл Юнайтед» | 2—1       | 1—1 вдома, 1—0 на виїзді (перегравання) |
| «Болтон Вондерерз»    | 2—1               | 2—1 на нейтральному полі                | 1/2 фіналу      | «Евертон»         | 2—0       | 2—0 на нейтральному полі                |

## Матч
| 24 квітня 1915 |

| Шеффілд Юнайтед                       | 3:0      | Челсі |
| ------------------------------------- | -------- | ----- |
| Сіммонс 36' Фейзекерлі 84' Кітчен 88' | Протокол |       |

| Олд-Траффорд, Манчестер Глядачів: 49 557 Арбітр: Г.Г.Тейлор |

|  |  |

|                  |  |                  |  |
|                  |  |                  |  |
| В                |  | Гарольд Гоу      |  |
| З                |  | Біллі Кук        |  |
| З                |  | Джек Інгліш      |  |
| ПЗ               |  | Альберт Старгесс |  |
| ПЗ               |  | Білл Брелсфорд   |  |
| ПЗ               |  | Джордж Атлі      |  |
| Н                |  | Джим Сіммонс     |  |
| Н                |  | Стен Фейзекерлі  |  |
| Н                |  | Джозеф Кітчен    |  |
| Н                |  | Воллі Мастерман  |  |
| Н                |  | Роберт Еванс     |  |
| Головний тренер: |  |                  |  |
| Джон Ніколсон    |  |                  |  |

|                  |  |                 |  |
|                  |  |                 |  |
| В                |  | Джим Молінекс   |  |
| З                |  | Волтер Беттрідж |  |
| З                |  | Джек Гарроу     |  |
| ПЗ               |  | Фред Тейлор (к) |  |
| ПЗ               |  | Томмі Логан     |  |
| ПЗ               |  | Енді Волкер     |  |
| Н                |  | Гаррі Форд      |  |
| Н                |  | Гарольд Халс    |  |
| Н                |  | Боб Томсон      |  |
| Н                |  | Джиммі Кроал    |  |
| Н                |  | Боб Макніл      |  |
| Головний тренер: |  |                 |  |
| Девід Колдергед  |  |                 |  |